# Зотов, Константин Игоревич
Константин Игоревич Зотов (род. 16 сентября 1986 года) — российский пловец в ластах.

## Карьера
Чемпион мира, серебряный призёр чемпионата мира. Рекордсмен мира.
Бронзовый призёр финала Кубка мира по плаванию в ластах на дистанции 100 м плавание в классических ластах.
Окончил Сибирский федеральный университет.